# Mito y sentido
Mito y sentido. Conversaciones en torno a la mitología y la vida (en inglés Myth and Meaning: Conversations on Mythology and Life) es una amplia colección de intuiciones del mitólogo, escritor y profesor estadounidense Joseph Campbell, extraídas de entrevistas raras e inéditas. Forma parte de su Obra completa.

## Sinopsis
La mitología comparada fue un tema académico oscuro hasta que Joseph Campbell publicó El héroe de las mil caras en 1949. Con ese estudio innovador, Campbell sacó la mitología de los pasillos del mundo académico y la llevó a la corriente principal de Estados Unidos. Demostró de manera concluyente que todos los mitos, independientemente de la cultura, tienen una unidad fundamental. Los lectores respondieron con entusiasmo a su mensaje y las generaciones posteriores de psicólogos, artistas y escritores encontraron inspiración en su trabajo.
Además de escribir prolíficamente, Campbell dio miles de conferencias y entrevistas a lo largo de su vida. Mito y significado recopila algunas de las respuestas más reflexivas de Campbell a una serie de entrevistadores, incluidos miembros de la audiencia en varios seminarios, el historiador Studs Terkel y periodistas de publicaciones como Time, Esquire y Psychology Today. El formato informal de preguntas y respuestas permite que brille el encanto, el humor y el dominio natural del tema de Campbell. Divididos en capítulos temáticos, los diálogos del libro abordan una amplia gama de preguntas, entre ellas:
- ¿De dónde vienen los mitos?
- ¿Cómo descubrió Campbell el patrón atemporal del viaje del héroe?
- ¿Puede nuestra sociedad multicultural y políticamente fracturada encontrar un conjunto de mitos comunes para vivir?
- ¿Cómo influyó la historia de vida de Campbell en su erudición?

En todo momento, Campbell enfatiza los aspectos universales de la experiencia humana y encuentra sorprendentes paralelismos entre culturas separadas por el tiempo y la distancia. En esta obra, los seguidores de Campbell obtienen una apreciación más profunda del hombre y su legado, mientras que los nuevos lectores reciben una introducción memorable a un pensador que revolucionó nuestra comprensión de la naturaleza humana.

## Edición en castellano
- Campbell, Joseph (2024). Mito y sentido. Prólogo Stephen Gerringer, traducción Sebastián Burch, cartoné, 376 páginas, colección Memoria mundi 164. Vilaür: Ediciones Atalanta. ISBN 978-84-128423-1-9.

- Datos: Q125360865